# Dopravní stavby
Dopravní stavby je obor stavebnictví, kterým se zabývá dopravní stavitelství.
Pod tento obor spadají stavby pozemních komunikací, železnic a letišť.

## Autorizované osoby ČKAIT
V Česku je pro projektování a výstavbu dopravních staveb oprávněná autorizovaná osoba ČKAIT:
- Autorizovaný technik (či autorizovaný stavitel) pro
  - dopravní stavby, specializace kolejová doprava (železnice)
  - dopravní stavby, specializace nekolejová doprava (pozemní komunikace)
- Autorizovaný inženýr pro dopravní stavby (železnice i pozemní komunikace a navíc letiště)

### Příbuzné obory
Mezi dopravní stavby se často zahrnují i další druhy staveb, které však oborem autorizace spadají pod jinou specializaci
- Mosty, (obor mosty a inženýrské konstrukce)
- vodní cesty (obor stavby vodního hospodářství a krajinného inženýrství)
- tunely (kombinace oborů, kromě dopravních staveb i geotechnika)